# Saint-Laurent-du-Pont
Saint-Laurent-du-Pont is een gemeente in het Franse departement Isère (regio Auvergne-Rhône-Alpes). De plaats maakt deel uit van het arrondissement Grenoble. Saint-Laurent-du-Pont telde op 1 januari 2022 4.502 inwoners. 
De plaats vormt een belangrijke toegang tot het massief van de Chartreuse, met kabelbanen voor de wintersport.

## Geografie
De oppervlakte van Saint-Laurent-du-Pont bedroeg op 1 januari 2022 35,25 vierkante kilometer; de bevolkingsdichtheid was toen 127,7 inwoners per km².

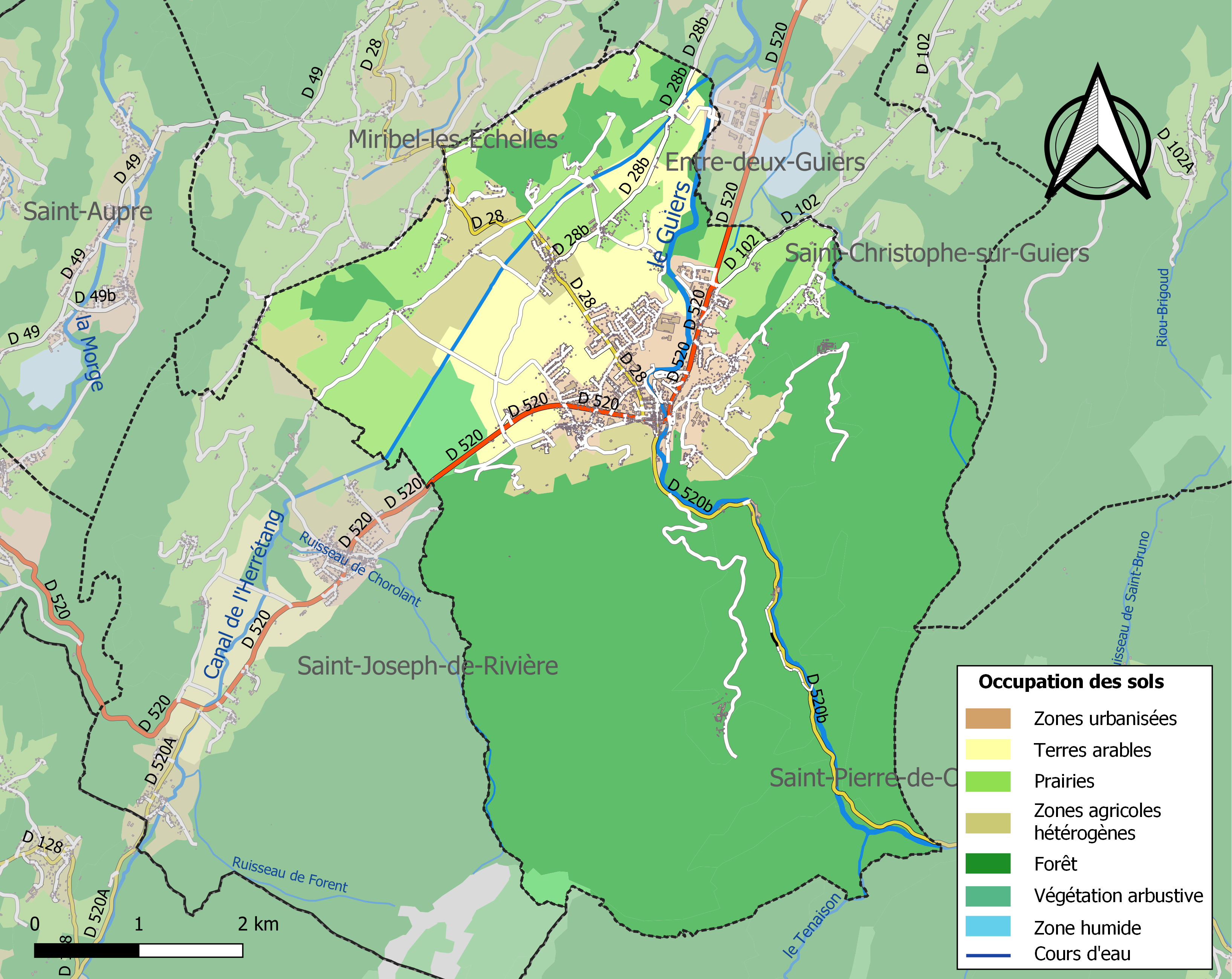
Kaart van de gemeente met de belangrijkste infrastructuur, bodemgebruik en omliggende gemeenten

## Demografie
Onderstaande figuur toont het verloop van het inwonertal (bron: INSEE-tellingen).